# Nelonen
Nelonen (também chamado de quatro) é um canal aberto de televisão finlandês. Começou em 1990 no canal a cabo HTV, cujo nome foi mudado primeiro a PTV4 e depois para Nelonen. O Nelonen é a emissora mais importante e mais assistida no país.